# Herman Sjögrell
Herman Sjögrell, né le 8 mai 2001 en Suède, est un footballeur suédois qui évolue au poste d'ailier droit à l'IK Sirius.

## Biographie

### En club
Né en Suède, Herman Sjögrell est notamment formé par le BK Häcken, qu'il rejoint en 2016.
Il rejoint ensuite l'Örgryte IS. Il est promu en équipe première le 17 août 2020.
Il joue son premier match en professionnel avec ce club, le 22 août suivant, lors d'une rencontre de championnat, face au GAIS. Il entre en jeu et les deux équipes se neutralisent (0-0 score final),.
Le 8 juillet 2021, Herman Sjögrell signe en faveur de l'IK Sirius pour un contrat courant jusqu'en décembre 2025.
Il découvre alors l'Allsvenskan, l'élite du football suédois, jouant son premier match sous ses nouvelles couleurs dans cette compétition, le 19 juillet 2021 face au Djurgårdens IF. Il entre en jeu à la place de Jacob Ortmark et son équipe est battue par cinq buts à un.
Le 22 juillet 2022, Sjögrell est prêté par l'IK Sirius à son ancien club, le Örgryte IS, jusqu'à la fin de la saison.